# Steuerbezirk Hardegg
Der Steuerbezirk Hardegg war in der ersten Hälfte des 19. Jahrhunderts einer der 89 Bezirke der Provinz Kärnten. Er umfasste nur eine Steuergemeinde: die Katastralgemeinde Hardegg in ihren damaligen Grenzen. Der Bezirk umfasste eine Fläche von 1647 Joch, das entspricht etwa 9,5 km². Verwaltet wurde der Bezirk vom Bezirk St. Georgen am Längsee aus.
Benannt war der Bezirk nach der Herrschaft Hardegg mit der ehemaligen Burg Hardegg in der Ortschaft Hardegg.
Im Zuge der Reformen nach der Revolution von 1848/49 wurden die Steuerbezirke aufgelöst. Die bis dahin dem Steuerbezirk Hardegg zugehörige Steuergemeinde Hardegg wurde der neu errichteten politischen Gemeinde Hardegg, die im 20. Jahrhundert in der Gemeinde Liebenfels aufging, und damit dem neuen politischen Bezirk Sankt Veit zugeteilt.